# Список исполнителей SST Records
В этот список входит несколько исполнителей, издававших свои музыкальные релизы через Калифорнийский независимый лейбл звукозаписи SST Records.

## Исполнители
| Исполнитель        | Годы сотрудничества с лейблом | Изданные релизы | Примечания |
| ------------------ | ----------------------------- | --- | --- |
| Black Flag         | 1979–1986                     | Nervous Breakdown (1979), Jealous Again (1980), Six Pack, Damaged, Family Man (1984) Slip It In (1984) ... | Группа Грега Гинна, основателя SST Records. |
| Tar Babies         | 1987–1989                     | Fried Milk (1987), No Contest (1988), Honey Bubble (1989) | Группа из Мадисона, Висконсин, сформировавшаяся в 1982 году. В первоначальный состав входили Баки Поп (гитара), Джереми Дейвис (вокал), Робин Дейвис (бас), и Дэн Битни (ударные). |
| Slovenly           | 1986–1992                     | Thinking of Empire (1986), Riposte (1987), en:We Shoot for the Moon (1989), en:Highway to Hanno's (1992) | Пост-панк группа из Сан-Франциско, сформировавшаяся в 1981 году. После распада группы Том Уотсон присоединился к Red Krayola, чтобы записать их одноимённый альбом и после издания записи продолжил сотрудничество с ними. |
| Meat Puppets       | 1982–1989                     | Meat Puppets (1982), Meat Puppets II (1984), Up on the Sun (1985), ... | Перешли к London Records после того, как покинули SST. Позже подали иск в суд на SST за неуплату роялти и переиздали свой бэк-каталог через лейбл Rykodisc. |
| The Dicks          | 1983                          | Kill from the Heart (1983) | The Dicks вели свою деятельность с 1980 по 1986 год, но записали всего один альбом для SST. Свой второй полноформатный альбом они издали через лейбл Alternative Tentacles в 1985 году. |
| Dinosaur Jr        | 1987–1989                     | Little Fury Things (1987), You're Living All Over Me (1987), Freak Scene (1988), Bug (1988), Just Like Heaven (1989) | После 1989 года Dinosaur Jr покинули SST и присоединились к Sire Records. You're Living All Over Me и Bug были переизданы через Merge Records в 2005 году. |
| DC3                | 1985–1987                     | This Is The Dream (1985), The Good Hex (1986), You're Only As Blind As Your Mind Can Be (1986), Vida (1989) | Ретро/хард-рок группа (сперва были трио, но после выпуска первого полноформатного альбома стали квартетом) во главе с Дез Каденой, сформировавшаяся в 1983 году после его ухода из Black Flag. После распада группы SST издали сборник концертных записей в 1989 году. |
| Descendents        | 1987                          | All (1987), Liveage (1987), Bonus Fat (переиздание) (1987), Milo Goes To College (переиздание) (1987), I Don't Want To Grow Up (переиздание) (1987), Two Things at Once (переиздание) (1988), Hallraker (1989), Enjoy! (1989) (переиздание), Somery (ретроспектива) (1991) | В 1987 году Descendents подписали контракт SST, чтобы издать полноформатный альбом, который по их предположениям должен был быть финальным. SST переиздали их бэк-каталог после того, как лейбл приобрёл New Alliance Records, бывший дом Descendents. Группа воссоединилась в 1996 году и записалась для Epitaph Records, а затем и для Fat Wreck Chords в 2002 году. |
| Minutemen          | 1980–1985                     | Paranoid Time (1980), The Punch Line (1981), ... | Minutemen были второй по счёту группой, которая присоединилась к лейблу. |
| Overkill           | 1981–1983                     | Hell's Getting Hotter (1981), Triumph Of The Will (1985) | Последний альбом был издан после распада группы. После распада были переименованы в "Overkill L.A.", чтобы избежать путаницы с Нью-Йоркскими Overkill. |
| Saccharine Trust   | 1981–1986                     | Paganicons (1981), Surviving You, Always (1984), Worldbroken (1985), We Became Snakes (1986), Past Lives (концертная ретроспектива) (1989) | Третья по счёту группа, которая когда-то присоединилась к SST; они сотрудничали с лейблом на протяжении всего десятилетия, но позже распались в 1987 году. Они воссоединились в конце 1990-х, но не вернулись к SST. |
| Saint Vitus        | 1984–1988                     | Saint Vitus (1984), The Walking Dead (1985), Hallow's Victim (1985), Thirsty and Miserable (1987), Born Too Late (1986), Mournful Cries (1988), Heavier Than Thou (ретроспектива) (1991), The Walking Dead/Hallow's Victim (сборник) (2010)                                | Одни из прародителей движения дум-метала; говорят, группа была лично излюбленна многими людьми из SST (SST менеджер/совладелец Джо Кардуччи участвовал в сопродюсировании всех их альбомов, которые были изданы SST Records); они были первой хэви-метал группой, которая сотрудничала с SST. Перешли к немецкому лейблу Hellhound Records в 1989 году и сотрудничали с ними вплоть до раскола группы в 1995 году. Группа воссоединилась в 2008 году. В 2010 году SST переиздали бэк-каталог группы на CD- и (за исключением первого альбома) винил-формате. Мини-альбом группы The Walking Dead и второй полноформатный альбом Hallow's Victim 1985 года впервые были официально выпущены на компакт-диске.                          |
| The Stains         | 1981-1983 (?)                 | The Stains (1983) | Единственный релиз группы был записан в 1981, но не издавался вплоть до 1983 года. Группа распалась примерно в то же самое время. |
| Subhumans          | 1983                          | No Wishes, No Prayers (1983) | Subhumans (из Канады, не путать с британской группой) сформировались в 1978 году и записали один полноформатный альбом (итого это их второй полноформатный альбом) для SST, но распались примерно на момент издания альбома, когда вокалист группы Уимпи Рой ушел к D.O.A.. По-причине их распада, SST не переиздавали их полноформатный альбом. Группа воссоединилась в 2005 году и сотрудничает с лейблом Alternative Tentacles на сегодняшний день. |
| SWA                | 1985–1991                     | Your Future (If You Have One) (1985), Sex Doctor (1986), XCIII (1987), Evolution: 1985-1987 (1988), Winter (1989), Volume (1991) | SWA были сформированы (бывшим) басистом Black Flag и сооснователем SST Чаком Дуковски. |
| Сильвия Жункоза    | 1986–1987                     | Nature (1987) | Гитаристка Сильвия Жункоза играла в SWA до того, как начала сольную карьеру в 1987 году. |
| Lawndale           | 1984–1988, 2006–наши дни      | Beyond Barbeque (1986), Sasquatch Rock (1987) | Сформировавшись в 1984 году, психоделическая сёрф-группа дала много концертов с разными исполнителями SST, и заключила контракт с самим лейблом в 1986 году. Lawndale записали два альбома на Radio Tokyo, их треки оказались на нескольких сборниках, включая Lovedolls Superstar и No Age: A Compilation Of SST Instrumental Music. |
| The Leaving Trains | 1986–1996                     | Kill Tunes (1986), Fuck (1987), Transportional D. Vices (1989), Sleeping Underwater Survivors (1989),Duck & Cover (1990), Loser Illusion Part 0(1991), The Lump in My Forehead (1992).                                                                                     | |
| Würm               | 1982, 1983                    | I'm Dead (1982), Feast (1985) | Группа Würm была сформирована Чаком Дуковски ещё до Black Flag в 1970-е годы. Он перегруппировал коллектив в 1982 году, чтобы записать сингл и дать несколько концертов. Коллектив перегруппировали снова в 1983 году с новым вокалистом (раньше Дуковски и гитарист Эд Дэнки пели вместе), чтобы записать полноформатный альбом. Группа распалась после записи, а альбом не издавался вплоть до 1985 года. |
| October Faction    | 1985–1986                     | October Faction (1985), Second Factionalization (1986) | Инструментальная группа во главе с Грегом Гинном, Джо Байзой, Чаком Дуковски и другими. |
| The Last           | 1988–1996                     | Confession (1988), Awakenings (1989), Gin & Innuendos (1996) | The Last были частью возрождения поп-музыки Лос-Анджелеса с конца 70-х по начало 80-х и имели связи в ранние времена с Descendents. Хоть они и раскололись в 1985 году, группа воссоединилась в 1988, чтобы записать несколько альбомов для SST. По мнению группы, поскольку никто не контролировал их время пребывания в студии, Awakenings была самой дорогой записью, когда-либо спродюсированной SST и в результате отсутствия продаж привела к ряду серьёзных сокращений в лейбле, что сказалось на последующем концертном туре в поддержку альбома . Альбом Gin & Innuendos был готов к изданию ещё в 1994 году, но из-за того, что группа называет "странной фазой пересмотра договора" с SST, релиз был отложен до 1996 года. |
| Hüsker Dü          | 1983–1985                     | Metal Circus (1983), Zen Arcade (1984), New Day Rising (1985), Flip Your Wig (1986), Land Speed Record (переиздание) (1987) | Трио из Миннеаполиса, которое было первым коллективом, покинувшим SST для подписания контракта с мажор-лейблом; они присоединились к Warner Bros. в 1986 году. |
| Soundgarden        | 1988                          | Ultramega OK (1988), Flower (1989) | Группа, недолго пребывавшая на лейбле SST. Покинули SST, чтобы подписать контракт с мажор-лейблом A&M. |
| Sonic Youth        | 1986–1987                     | Starpower (1986), EVOL (1986), Sister (1987), Confusion is Sex (переиздание) (1987), Sonic Youth (переиздание) (1987), Sonic Death (переиздание) (1988) | Разочарованные бизнес-опытом с SST, Sonic Youth покинули лейбл в 1988 году; по их словам разошлись они "очень немирно". В конце-концов группа прибегла к закону, чтобы вернуть их бэк-каталог. |
| Opal               | 1987                          | Happy Nightmare Baby | Группу настиг раскол во время концертного тура в 1987 году. Гитарист Дэвид Робек ушёл к Mazzy Star. |
| Tom Troccoli's Dog | 1986                          | Tom Troccoli's Dog | Том Трокколи был роуди Black Flag и меркантильным пареньком, который также играл с October Faction. Грег Гинн играет на басу на единственном одноимённом полноформатном альбоме Tom Troccoli's Dog. |
| Angst              | 1985–1988                     | Lite Life (1985), Mending Wall (1986), Angst (reissue) (1986), Mystery Spot (1987), Cry For Happy (1988) | Это трио из Сан-Франциско, возглавляемое братьями Джозефом Поупом и Джоном Э. Риском (оба уроженцы Денвера, штат Колорадо), записало четыре полноформатных альбома для SST между 1985 и 1988 годами, последний из которых будет единственным альбомом Angst, выпущенным на CD. Лейбл также переиздал первый мини-альбом группы в 1986 году. |
| Fatso Jetson       | 1994–1997                     | Stinky Little Gods (1995), Power Of Three (1997) | "Дезерт-рок" коллектив из Калифорнии, который присоединился к SST после их первого концерта; они играли на разогреве у Грега Гинна. Они покинули лейбл после 1997 года, поскольку SST не смогли издать их следующий альбом (SST готовились войти в десятилетний период бездействия). Коллектив активен по сей день. |
| Gone               | 1985–1986, 1994–наши дни      | Let's Get Gone, Real Gone for a Change (1986), Gone II But Never Too Gone (1986), Criminal Mind (1994), All The Dirt That's Fit to Print (1994), Best Left Unsaid (1996), Country Dumb (1998), The Epic Trilogy (2007)                                                     | Инструментальное трио, сформированное Грег Гинн в 1985 году. Он распустил группу в 1986 году, чтобы сконцентрироваться на работе SST и ритм-секция группы присоединилась к Rollins Band. Гинн воскресил группу в 1994 году с новой ритм-секцией и они продолжают шуметь, несмотря на 9-летний пробел между их последними релизами. |
| fIREHOSE           | 1986–1989                     | Ragin', Full On (1986), If'n (1987), Sometimes (1988), Fromohio (1989) | Коллектив сформирован основателями Minutemen Майком Уаттом и Джорджем Хёрли и поклонником Minutemen Эдом Кроуфордом после смерти Дэнни Буна. Коллектив покинул SST ради Columbia Records после 1989 года. |
| Bl'ast             | 1987–1989                     | It's In My Blood (1987), School's Out (1987), The Power Of Expression (1988) (переиздание), Take That Manic Ride (1989) | Хардкор-группа из Санта-Круз, Калифорния, которую часто сравнивали с Black Flag в их средние года; как признались сами участники группы, Black Flag как раз оказали огромное влияние на их коллектив. Их дебют 1986 года, The Power Of Expression был переиздан SST в 1988. Текущий фронтмен Alice In Chains Уильям Дюваль недолгое время был гитаристом группы, но не участвовал в записи ни единого их релиза. |
| Bad Brains         | 1986–1988                     | I Against I (1986), Live (1988), The Youth Are Getting Restless (1990), Spirit Electricity (1991) | Bad Brains присоединились к SST Records в 1986 году, чтобы издать I Against I, их первый студийный альбом за последние три года. Согласно книге Джо Кардуччи Rock and the Pop Narcotic, SST отправили приглашение группе ещё за несколько лет до подписания контракта. В итоге SST издали три полноформатных альбома и один мини-альбом группы, все концертные записи, за исключением I Against I, и последние два альбома были изданы лейблом после того, как Bad Brains ускакали к Caroline Records. |
| Screaming Trees    | 1987–1989                     | en:Even If and Especially When (1987), Other Worlds (1987) (переиздание), en:Invisible Lantern (1988), en:Buzz Factory (1989), en:Anthology: SST Years 1985-1989 (ретроспектива)                                                                                           | Гранж-группа из Элленсбурга, штат Вашингтон, которая существовала с 1985 по 2000 год. В 1990 году группа ускакала к мажор-лейблу Epic Records и в 1992 году издала хит-песню "Nearly Lost You", но они не смогли сохранить свой успех. В 1991 году SST издали сборник, в который вошли записи из их трёх полноформатных альбомов, а также их первый мини-альбом, Other Worlds, который изначально был издан в 1985 году и переиздан SST в 1987. |